# Christmas Island (Musikstück)

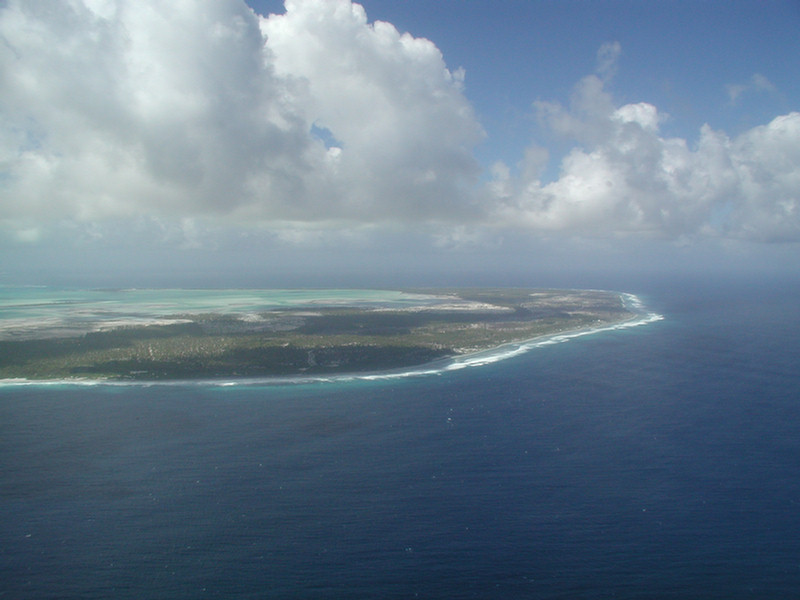
Von Depeche Mode 1986 in ihrem Instrumentalstück thematisiert: Das Atoll Kiritimati (bis 1979 offiziell Christmas Island) im Pazifischen Ozean, hier beim Anflug von Nordosten aus

Christmas Island ist ein Musikstück der britischen Synthie-Pop-Band Depeche Mode. Von der Stilrichtung her kann das 1986 veröffentlichte Stück dem Dark Wave und Industrial zugeordnet werden. Neben der normalen Version mit einer Länge von 4:51 Minuten gibt es eine längere Extended Version mit 5:37 Minuten, ebenfalls von 1986, sowie eine erst 2007 veröffentlichte kürzere SACD/DVD-Version mit 3:50 Minuten Länge.
In mehrfacher Hinsicht unterscheidet sich die Komposition von der überwiegenden Zahl der Depeche-Mode-Lieder. So ist es ein reines Instrumentalstück. Zudem wurde es maßgeblich von dem Bandmitglied und Keyboarder Alan Wilder komponiert, der hierbei mit Martin Gore zusammenarbeitete, der ansonsten in dieser Phase die Stücke nahezu ausschließlich allein schrieb. Stilistisch und technisch war es vergleichsweise experimentell, vor allem durch die intensive Nutzung des noch relativ neuen Samplings; so nahm es spätere musikalische Entwicklungen der Band, aber auch von Wilders Soloprojekt Recoil vorweg.
Christmas Island war der „Opener“, das Eröffnungsstück, aller Livekonzerte von Depeche Mode bei ihrer groß angelegten Black Celebration Tour 1986. Es entstand zusammen mit den Songs des zugehörigen Studioalbums Black Celebration, wurde jedoch noch nicht auf der Ursprungsversion des Albums veröffentlicht. Erst bei einem Relaunch, einer Wiederveröffentlichung des Albums als SACD/DVD, erschien es darauf 2007 als Bonustrack. Erstmals veröffentlicht wurde es am 14. April 1986 auf verschiedenen Medien in Verbindung mit der zweiten Singleauskopplung A Question of Lust.
Der Musiktitel bezieht sich auf das vormals als Christmas Island beziehungsweise als Weihnachtsinsel bezeichnete Atoll im Pazifischen Ozean, das seit 1979 offiziell Kiritimati heißt; zugleich erlangte der zugehörige Inselstaat Kiribati die Unabhängigkeit vom Vereinigten Königreich.

## Der Zusammenhang zum StudioalbumBlack Celebrationvon 1986

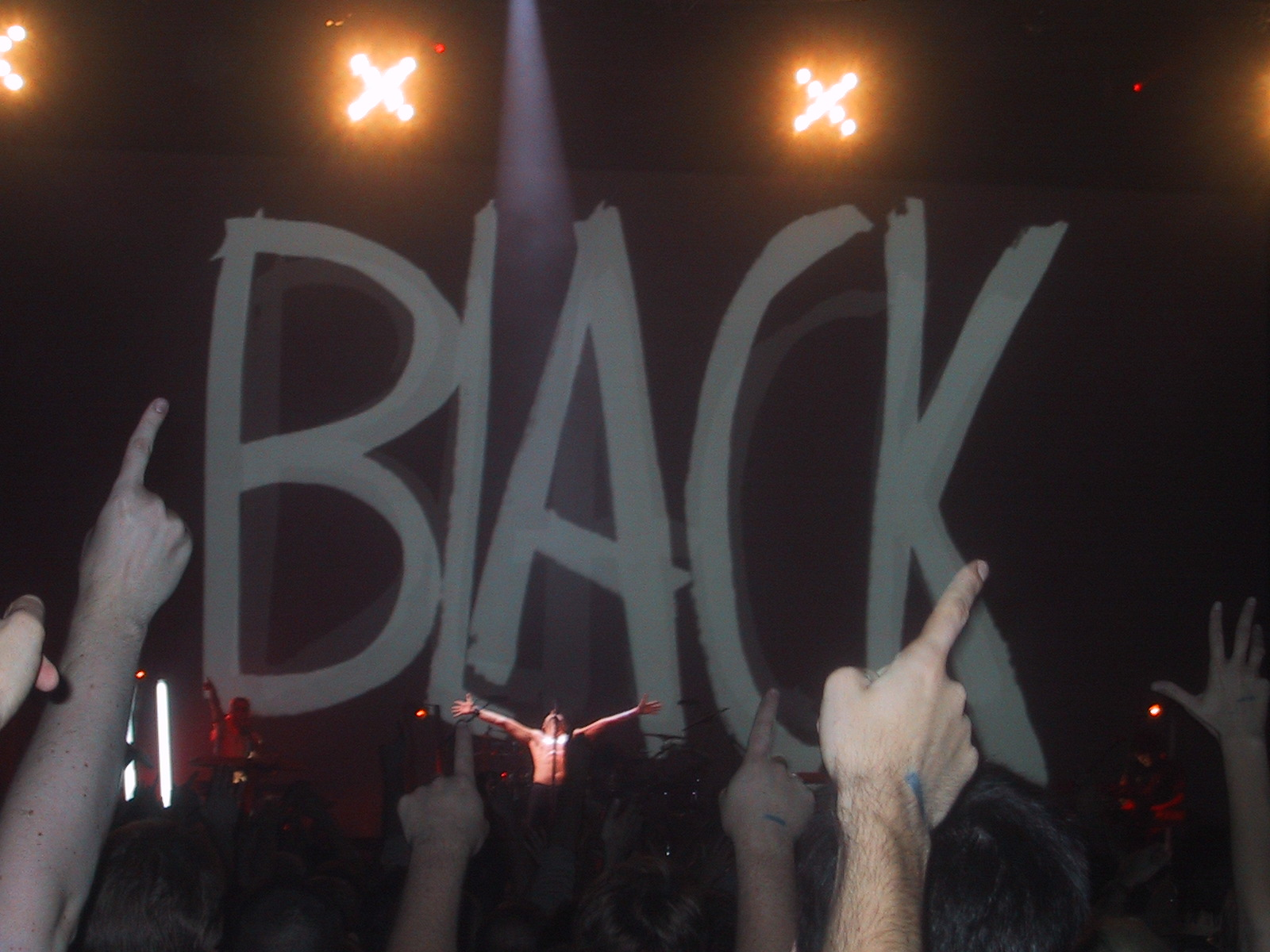
Depeche Mode live vor der großen Videowand während des Titelsongs Black Celebration aus dem gleichnamigen Album (Oberhausen, 2001)

Zur Jahreswende 1985/1986 arbeitete Depeche Mode am fünften Studioalbum, dem Nachfolger von Some Great Reward von 1984. Die neuen Stücke wurden zwischen November 1985 und Januar 1986 in den Westside Studios und den Genetic Studios in London sowie dem Hansa Mischraum in Berlin aufgenommen und abgemischt, darunter auch Christmas Island. Am 17. März 1986 wurde das Album unter dem Titel Black Celebration beim britischen Plattenlabel Mute Records veröffentlicht. In der ursprünglichen Version für alle Märkte außer den Vereinigten Staaten enthielt die Langspielplatte elf Musikstücke mit einer Gesamtlaufzeit von 41:01 Minuten; das experimentelle Instrumental Christmas Island war – ebenso wie mehrere weitere Stücke – nicht dabei. Es war auch nicht unter den drei Bonustracks der britischen CD-Version und auch nicht als zwölftes Lied / Bonustrack auf der speziellen LP-, CD- und Musikkassetten-Version für die Vereinigten Staaten.
Das Studioalbum beziehungsweise die darauf enthaltenen einzelnen Musikstücke wurden alle von Depeche Mode gemeinsam mit Daniel Miller, dem Gründer von Mute Records, und Gareth Jones produziert. Bei Christmas Island hingegen wirkten Miller und Jones nicht als Produzenten mit. Dies lässt darauf schließen, dass das Instrumentalstück frühzeitig fertiggestellt, aber als Teil des Albums verworfen wurde, oder erst spät gegen Ende der Albumproduktion entstand, als dessen Konzept bereits feststand.

## Die Versionen vonChristmas Islandund deren Veröffentlichungen sowie Liveauftritte

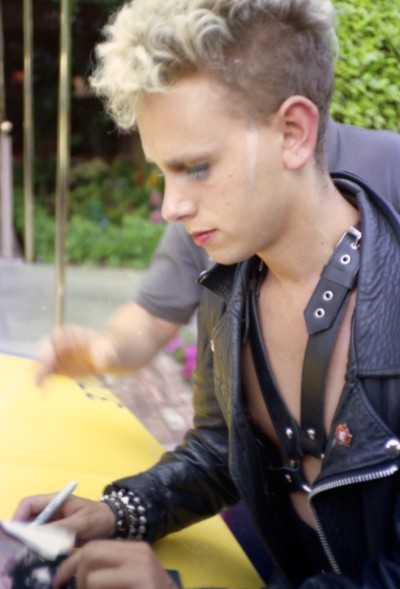
Martin Gore (1986, im Alter von etwa 25), Gründungsmitglied von Depeche Mode und einer der beiden Autoren von Christmas Island

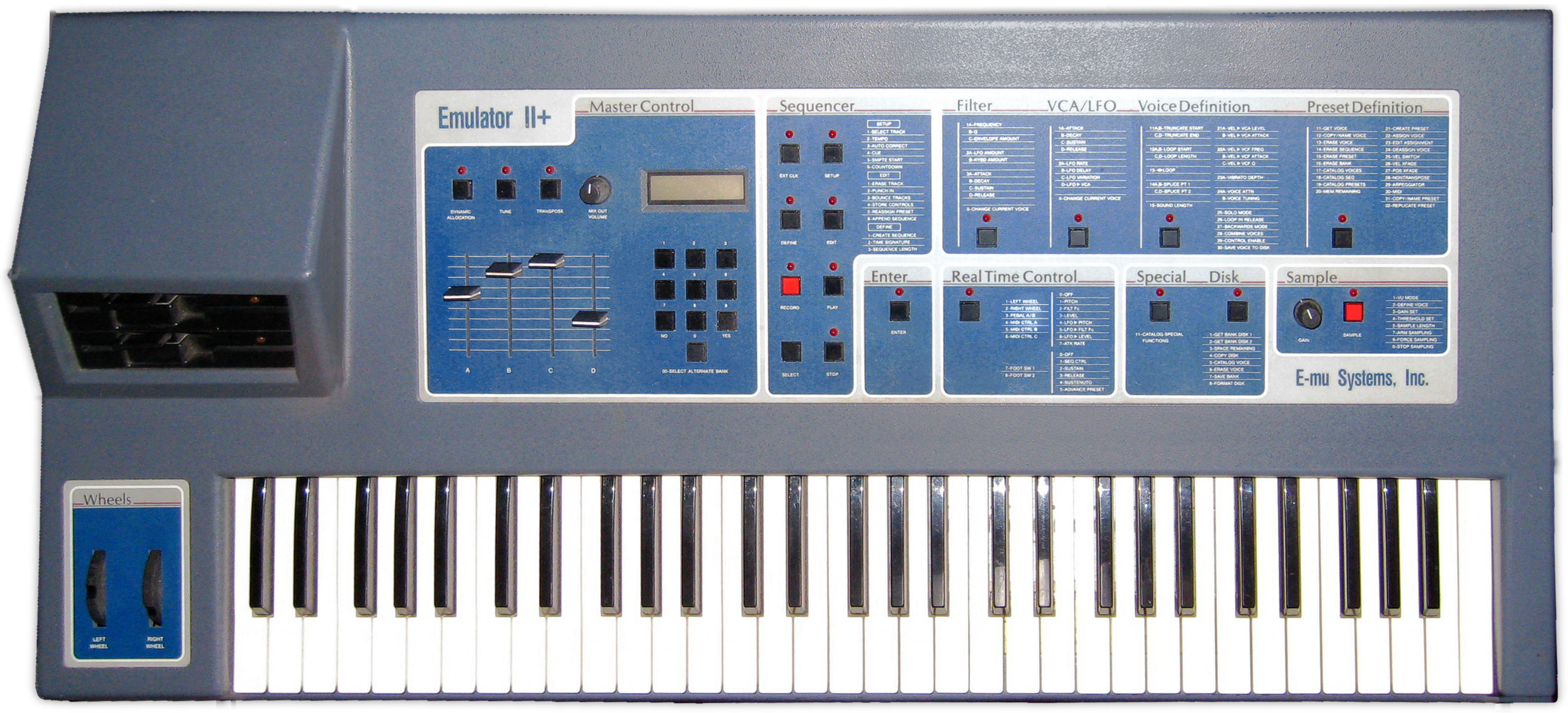
Ein E-mu Emulator II+ von 1984: Mit ihm erzeugten Gore und Wilder sowohl im Studio als auch auf der Bühne die überwiegend gesampelten Klänge von Christmas Island

Nachdem bereits am 10. Februar 1986 vorab die erste Single Stripped ausgekoppelt worden war, wurde am 14. April 1986 die zweite Single A Question of Lust veröffentlicht.
Die normale Version von Christmas Island mit einer Länge von 4:51 Minuten erschien
- am 14. April 1986 für den gesamten Markt mit Ausnahme der Vereinigten Staaten bei Mute Records als B-Seite der normalen 7-Inch-Single A Question of Lust;[7][8][9][3]
- im selben Jahr bei Mute Records als zweites von fünf Liedern auf einer Musikkassette zusammen mit einem Remix von A Question of Lust durch den Musikproduzenten Flood und drei Livesongs;[10] speziell für die Bundesrepublik Deutschland war dieselbe Zusammenstellung von Intercord als 12-Inch-Maxi-Single[11] und speziell für Frankreich in geringer Auflage von Virgin Records als Single-CD erhältlich.[12]

Die Extended Version von Christmas Island mit einer Länge von 5:37 Minuten erschien
- im April 1986 bei Mute Records als zweites von fünf Liedern einer 12-Inch-Maxi-Single zusammen mit der normalen und der Minimal Version von A Question of Lust sowie einem Live- und einem weiteren Instrumentalstück;[13][8] speziell für die Bundesrepublik Deutschland war diese Zusammenstellung 1988 von Intercord als Single-CD erhältlich.[14]

In Großbritannien erreichte die Single Platz 28 der Singlecharts, in der Bundesrepublik Deutschland war es ein 8. Platz in den Verkaufscharts.
Fünf Jahre nach der Erstveröffentlichung brachte Mute Records 1991 in Großbritannien beide Versionen von Christmas Island gemeinsam auf einer CD als Teil der Singles Box Set Compilations heraus; abgesehen davon, dass die normale Version von Christmas Island an zweiter Stelle vor der Extended Version einfügt worden war, entsprach diese CD der britischen Maxi-Single von Mute Records und der Intercord-Single-CD von 1988.
Für den US-Markt erschienen spezielle 7- und 12-Zoll-Ausgaben des Songs A Question of Lust bei dem Label Sire Records, bei denen jedoch auf das Stück Christmas Island verzichtet wurde; dort war es nur über Importe erhältlich.
Im März 2007 wurde das Album Black Celebration digital neu bearbeitet als SACD/DVD veröffentlicht. Neben dem fast einstündigen Dokumentarfilm Depeche Mode 1985–86: „The songs aren’t good enough, there aren’t any singles and it’ll never get played on the radio“ und drei Liveaufnahmen enthält die SACD/DVD acht zusätzliche Musikstücke, darunter als 23. und letztes Christmas Island erstmals in einer gekürzten Version von 3:50 Minuten Länge.
Im September 2013 erschien die normale Version von Christmas Island auf der von Sony Records herausgegebenen Kompilation Formel Eins – Christmas Edition.
Noch vor der ersten Plattenveröffentlichung am 14. April 1986 hatte Christmas Island seine öffentliche Premiere am 29. März 1986 mit dem Beginn der fast fünfmonatigen Black Celebration Tour im Apollo Theatre im britischen Oxford. Depeche Mode begann alle 76 Livekonzerte der Tournee in Europa, Nordamerika und Japan mit dem Titel Christmas Island, an das sich das Intro-Tape von Stripped anschloss. Erst danach folgten mit dem Titelsong Black Celebration und A Question of Time Stücke, die der Frontmann Dave Gahan sang.
Mehrere Songs des Albums Black Celebration nahm Depeche Mode in das Programm späterer Tourneen auf (neben dem gleichnamigen Titelsong auch Stripped, A Question of Lust und A Question of Time). Das Instrumental Christmas Island griff Depeche Mode nach 1986 hingegen nicht mehr für Liveauftritte auf.

## Die Zusammenarbeit von Martin Gore und Alan Wilder

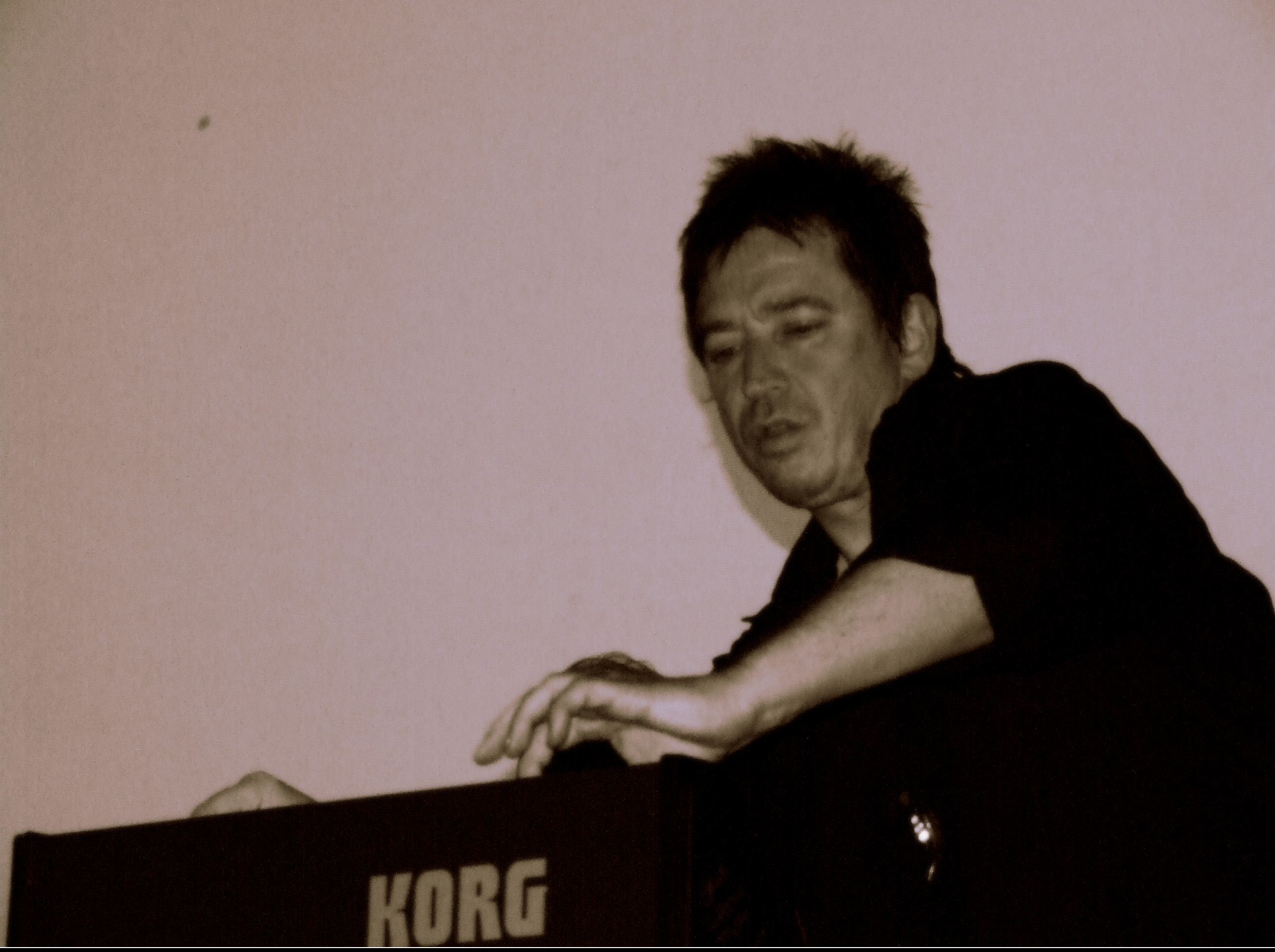
Alan Wilder (2010), von 1982 bis 1995 Mitglied von Depeche Mode und maßgeblicher Mitautor von Christmas Island

Christmas Island ist eines von wenigen Depeche-Mode-Stücken, das aus einer Kooperation mehrerer Autoren hervorging.
Nachdem Vince Clarke 1981 bei Depeche Mode ausgestiegen war, übernahm Gründungsmitglied und Keyboarder Martin Gore das beinahe ausschließliche Komponieren und Texten der neuen Lieder. Als Nachfolger von Clarke war 1982 der Keyboarder Alan Wilder bei Depeche Mode aufgenommen worden. Wilder steuerte bis zu seinem Bandausstieg 1995 nur vereinzelt eigene, im Ergebnis weniger bedeutende, mitunter nur instrumentale Musikstücke bei, namentlich in Verbindung mit den beiden Studioalben Construction Time Again (1983) und Some Great Reward (1984).
In Zusammenhang mit dem Album Black Celebration und der gleichnamigen Tournee arbeiteten Gore und Wilder bei zwei Liedern enger zusammen: Bei Christmas Island und – gemeinsam mit dem Produzenten Daniel Miller – bei dem Titel Black Day. Bei letzterem handelt es sich um eine stark überarbeitete und von Martin Gore statt Dave Gahan gesungene Akustikversion von Black Celebration. Ähnlich Christmas Island erschien auch sie ursprünglich nicht auf dem Album Black Celebration, sondern nur bei Zusammenstellungen in Verbindung mit der ersten Singleauskopplung Stripped und erst später als Bonusmaterial auf der SACD-Version des Albums. Schon auf dem dritten Studioalbum Construction Time Again von 1983 hatten Wilder und Gore bei zwei Stücken als Autoren zusammengearbeitet, bei Work Hard und The Great Outdoors!, ebenfalls nur eine Single-B-Seite bzw. Bonusmaterial zum regulären Album.
Christmas Island war – zusammen mit Black Day – das letzte Depeche-Mode-Stück, bei dem Alan Wilder als (Co-)Autor genannt wird. Bei den folgenden Alben trat Wilder neben dem Keyboardspiel besonders als Soundgestalter, Arrangeur und Produzent der Band in Erscheinung, ehe auch diese Aufgaben verstärkt durch externe Produzenten übernommen wurden. Sein schwindender künstlerischer Einfluss innerhalb der Band war schließlich mit einer der Gründe, weshalb Wilder 1995 Depeche Mode verließ.
Die Erfahrungen, die Alan Wilder mit Christmas Island und weiteren experimentelleren Kompositionen sammelte, führten andererseits noch 1986 zur Gründung des Soloprojekts Recoil. Rund neun Jahre betrieb er es parallel zu Depeche Mode, ehe es sein Hauptprojekt wurde. Noch im August 1986 erschien Recoils EP 1 + 2, gefolgt von Hydrology 1988, in denen Wilder seine konzeptionellen Ideen von Christmas Island und anderen Stücken weiterentwickelte.

## Einzelheiten zum Musikstück und dem Titel

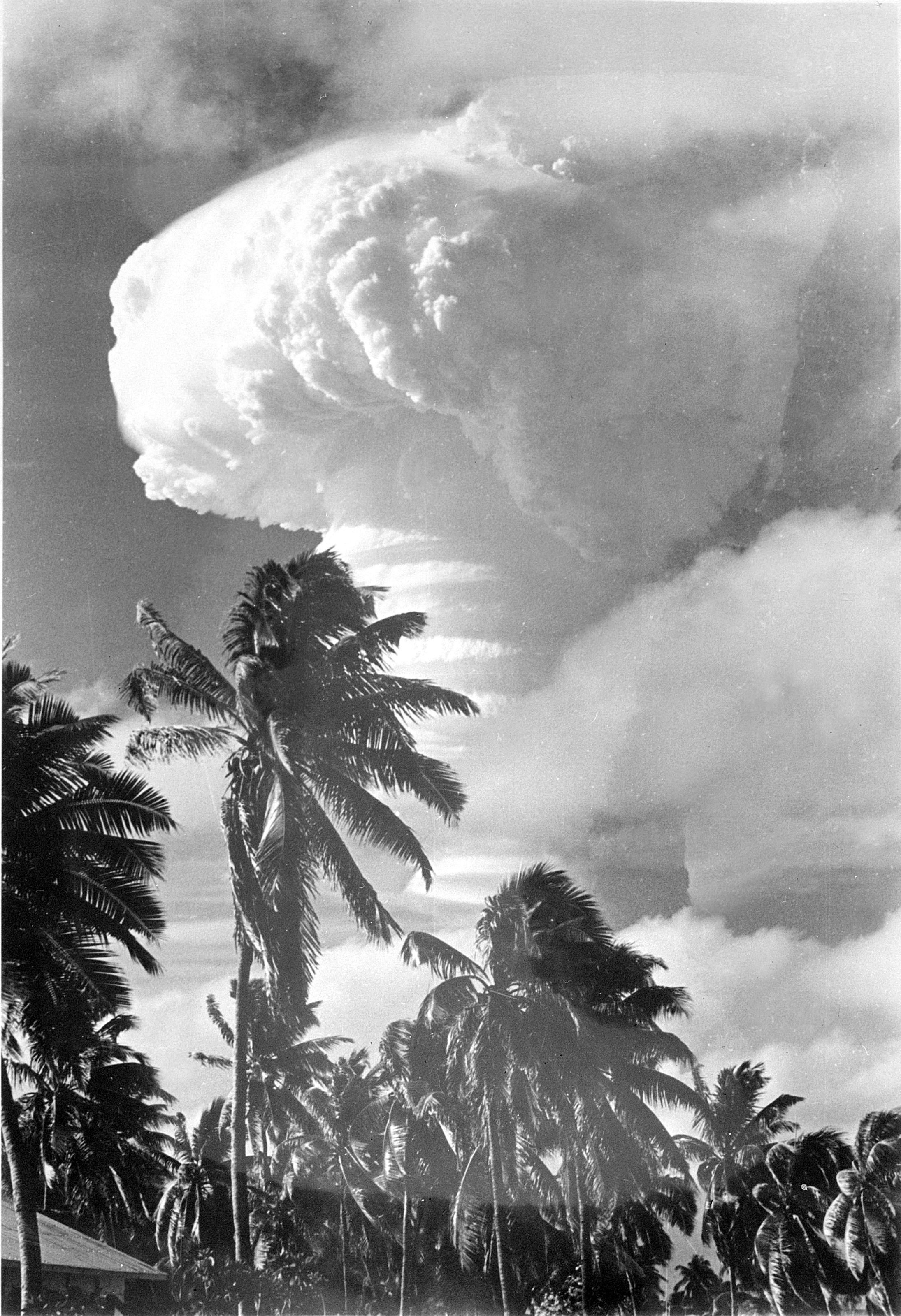
Christmas Island (1962), Operation Dominic: Palmen vor einem „Atompilz“ im Rahmen eines US-amerikanischen Nuklearwaffentests

Als reines Instrumental ohne Mitwirkung des Frontmanns Dave Gahan stellt Christmas Island innerhalb der Depeche-Mode-Musikstücke eine Ausnahme dar. Jedoch gab es auch zuvor bereits instrumentale Stücke der Band, so Big Muff und Any Second Now auf dem Debütalbum Speak & Spell, Nothing to Fear auf dem Nachfolger A Broken Frame oder – zumindest nachträglich als Bonusmaterial – The Great Outdoors! auf dem dritten Album Construction Time Again.
Die Stimmung von Christmas Island wird mehrfach als besonders düster, melancholisch und „atmosphärisch“ beschrieben. Nur vereinzelte Ansätze hierzu finden sich in den vorausgegangenen, poppigeren Alben Construction Time Again und Some Great Reward, während sie für die nachfolgenden Alben Music for the Masses, Violator und Songs of Faith and Devotion prägend und bandtypisch wurde. Sie wird regelmäßig dem Einfluss von Alan Wilder als Klangentwickler und Arrangeur zugeschrieben.
Sowohl bei der Produktion wie auch den Liveauftritten nutzten Wilder und Gore intensiv den damals innovativen Keyboard-Sampler E-mu Emulator II von E-mu Systems. Bei seinem Erscheinen 1984 gehörte er mit einem Kaufpreis von 8.000 US-Dollar pro Stück zu einem der ersten, in größerer Serie hergestellten, frei verfügbaren Synthesizer, der digitales Sampling und 8-Spur-Sequenzerpassagen ermöglichte. Zur Speicherung der Daten verwendete Depeche Mode bei Christmas Island wie auch bei den übrigen Stücken das werksseitige Laufwerk und je eine 5,25-Zoll-Diskette („Floppy Disk“) pro Musikstück, womit anfänglich eine Speicherkapazität von etwa 160 kB zur Verfügung stand. Das Gerät selbst bot in der Ausführung von 1985 einen internen RAM-Speicher mit 1 MB, rund doppelt so viel wie in der Ursprungsversion.
Benannt ist das Musikstück „nach der gleichnamigen Insel“. Weitere Anhaltspunkte lassen darauf schließen, dass das Atoll im Pazifischen Ozean gemeint ist, das über Jahrzehnte Teil einer britischen Kronkolonie war, die 1979 als Kiribati unabhängig wurde, und nicht etwa die im Indischen Ozean gelegene und zu Australien gehörende Weihnachtsinsel.
Das Musikstück beginnt mit einer sanft ein- und wieder ausgeblendeten, etwa 20-sekündigen Passage einer Marching Band, wie sie für die Vereinigten Staaten typisch ist. Zumindest in einzelnen Konzerten der Black Celebration Tour erschienen dazu in schneller Folge Piktogramme auf der Videowand, die eine aus drei Düsenflugzeugen bestehende Bomber-Staffel, radioaktiven Zerfall und nukleare Strahlung symbolisieren. Damit spielte Depeche Mode offenkundig auf die Kernwaffentests auf Christmas Island insbesondere von 1962 an: Im Rahmen der Operation Dominic führten die USA vom 25. April bis zum 11. Juli 1962 vor der Küste des nur teilweise evakuierten Atolls beziehungsweise im näheren Seegebiet 25 Kernwaffenversuche durch; bereits zwischen Mai 1957 und September 1958 hatten die Briten neun Kernwaffentests auf und nahe Christmas Island durchgeführt und dazu zeitweise bis zu 3000 Militärbedienstete auf die Insel verlegt.
In dem Instrumentalstück Christmas Island setzen Gore und Wilder das Thema mit Stilmitteln der Electronica-Musik um: Statt klassischer Songstrukturen mit Strophe und Refrain nutzen sie diverse Motive und Phrasen, die teils hintereinander, teils übereinanderliegend verbunden werden. Die Spanne reicht von einem durchgängigen tiefen Grundton über oktavierende Wechsel bis zu charakteristischen, häufig wiederholten Melodieführungen über ein und zwei ganze Takte; flächige Klänge wechseln sich mit scharf akzentuierten ab. Abweichend von herkömmlicher Popmusik bleiben harmonische Wechsel aus. Weite Passagen enthalten vergleichsweise komplexe, harte Schläge eines gesampelten E-Drum-Sets im 4/4-Takt sowie weitere perkussive Elemente, speziell in der Extended Version. Den Abschluss bildet eine komplexe Geräuschkulisse, die als schwere Detonation zu deuten ist.
Damit korrespondiert Christmas Island thematisch mit dem Titelsong des Albums bzw. dem gesamten Album Black Celebration, die mitunter ebenfalls als Kritik an der Entwicklung von Kernwaffen und deren anhaltende Bedrohung gesehen wird.

## Coverversionen
Das Instrumentalstück wurde seit der Erstveröffentlichung 1986 mehrfach von anderen Künstlern gecovert, so
- im August 2006 von dem britischen Elektropop-Duo Northern Kind auf der Kompilation Bright Lights, Dark Room – An Electro B-Side Tribute to Depeche Mode,[24]
- 2010 von dem New Yorker Elektromusiker Louis Guidone auf dem Album Destruction Time Again (2010),[24]
- 2011 von dem griechischen Synthie-Pop-Projekt Euroclinic auf der Kompilation A Greek Tribute to Depeche Mode – Around the World and Back[24],
- seit 2012 mehrfach live von der Berliner Depeche-Mode-Coverband Forced to Mode[25] und
- 2016 von dem dänischen Depeche-Mode-Coverprojekt Bicircular,[26] im Januar 2018 ergänzt um das Album Black Celebration 2018.[27]